# Zenbee Mizoguchi
Zenbei Mizoguchi (溝口 善兵衛 Mizoguchi Zenbei, Masuda, Shimane, 20 de enero de 1946 - 20 de agosto de 2024) fue un político japonés. 

## Biografía
Fue gobernador de la prefectura de Shimane, Japón. Graduado de la Universidad de Tokio y miembro del Ministerio de Finanzas, fue elegido por primera vez en 2007 y ejerció el cargo hasta 2019.